# 明內里耶國家公園
7°58′44″N 80°50′56″E / 7.97889°N 80.84889°E

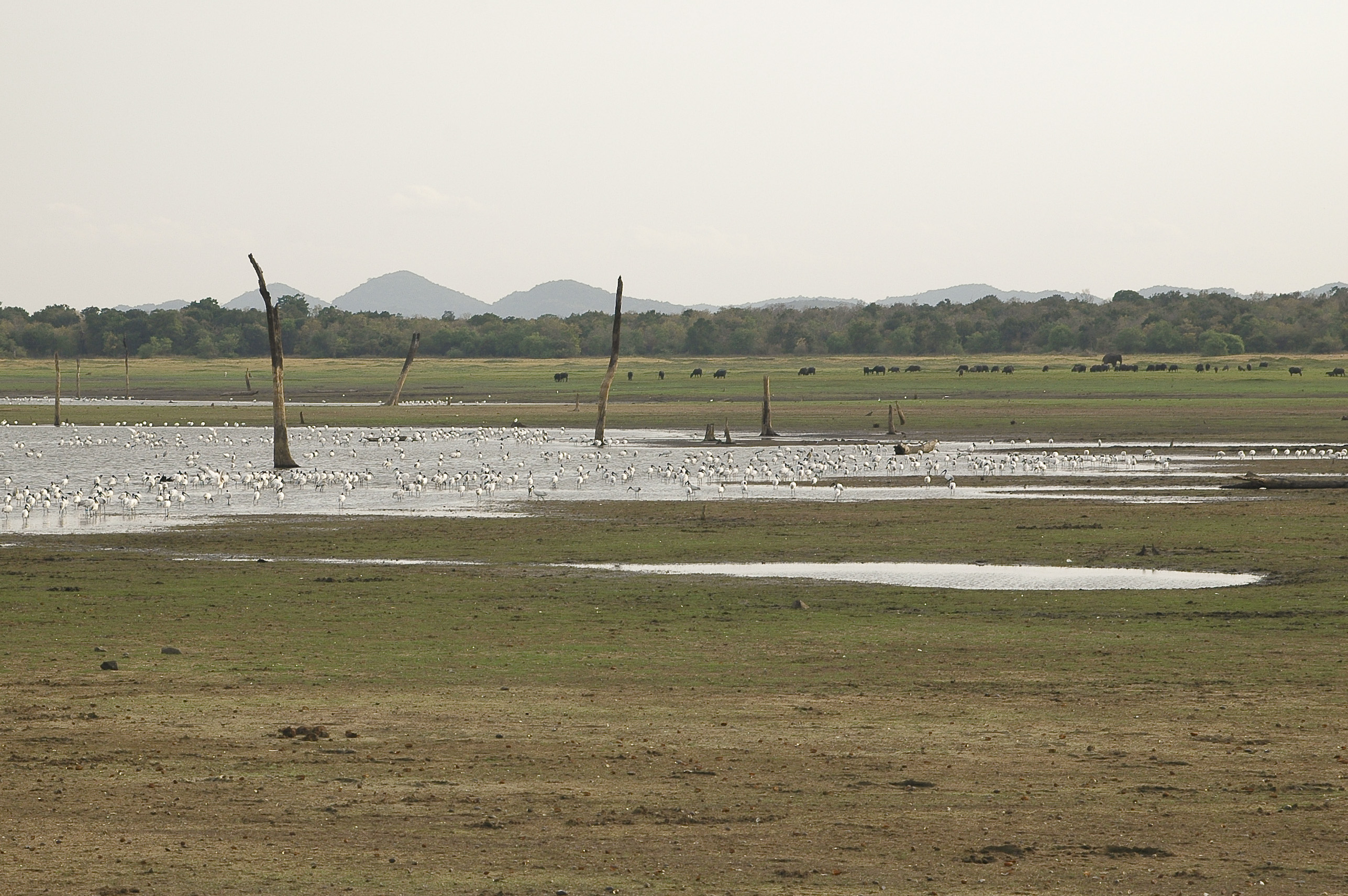

明內里耶國家公園是斯里蘭卡的國家公園，位於該國中部，處於北中省，成立於1997年8月12日，面積89平方公里，有26種魚類、9種兩棲類、160種鳥類和24種哺乳類動物棲息。